# Erlensee (Erlensee)
Der Erlensee ist ein knapp 17 Hektar großes Gewässer im Bulau-Wald und liegt im Süden der Gemarkung Langendiebach der hessischen Stadt Erlensee im Main-Kinzig-Kreis, die 1970 bei ihrer Gründung nach diesem Gewässer benannt wurde.

## Geschichte
Der Erlensee war ursprünglich eine Grube für den Sand- und Kiesabbau. Dieser endete 1981 und die Grube wurde mit Wasser befüllt, wodurch der Erlensee entstand. Der Baggersee diente kurzzeitig als Badesee, wurde jedoch später vom örtlichen Angelsportverein erworben und wird seitdem beangelt. Drei bewaldete Inseln im See bieten zahlreichen wasserliebenden bodenbrütenden Vogelarten ein ungestörtes Refugium. 
Seit 1989 ist der Erlensee Teil des 1,93 km² großen Naturschutzgebiets Erlensee bei Erlensee. Das Naturschutzgebiet erstreckt sich neben dem Gebiet des Sees noch auf größere Wald- und Wiesengebiete östlich des Sees. Das 196 ha große Naturschutzgebiet dient dem Schutz der Auenlandschaft der nahe dem See durchfließenden Kinzig, die noch heute regelmäßig überflutet wird.